# Evorthodus minutus
Evorthodus minutus är en fiskart som beskrevs av Meek och Hildebrand 1928. Evorthodus minutus ingår i släktet Evorthodus och familjen smörbultsfiskar. IUCN kategoriserar arten globalt som livskraftig. Inga underarter finns listade i Catalogue of Life.